# Sundsvallscyklisterna
Sundsvallscyklisterna är en cykelklubb från Sundsvall som grundades 1979.
Mikael Lidholm och Mats Jansson är två tävlingscyklister från klubben som tog flera SM-guld i klubbens namn. Alnötrampen är ett av Sundsvallscyklisterna sedan 1977 årligen återkommande motionslopp. Alnötrampen går genom ett naturskönt landskap med många vackra stränder och en vidsträckt havsutsikt i slutet av Maj varje år. Start- & mål är vid hembygdsgården på Alnö.

## Pallefonden
För att hedra minnet av klubbens bortgångne Roger "Palle" Palmqvist, en drivande och karismatisk person som präglat cyklingen i Sundsvall under många år och varit ledaren inom klubben som stått för att arrangera Alnötrampen, så skänker klubben 10% av Alnötrampens vinst till Palle-fonden. Fonden som är till för att uppmuntra och uppmärksamma cyklister som tillför cyklingen något och verkar som en ambassadör för sporten utåt.